# De «U» straal
De «U» straal is het eerste stripverhaal van de Belgische striptekenaar en scenarist Edgar P. Jacobs (1904-1987), de latere tekenaar van Blake en Mortimer.  Het werd voor het eerst gepubliceerd in 1943 in het Belgische stripblad Bravo! en verscheen pas in 1974 in albumvorm. De U Straal is de eerste Belgische sciencefictionstrip ooit. Het verhaal heeft een sterke verwantschap met Flash Gordon en is tegelijkertijd een voorstudie voor Blake en Mortimer.  

## Het verhaal
Het verhaal speelt zich af in een sciencefictionwereld, waarin de mogendheden Norlandië en Austradië elkaars vijanden zijn. De Norlandische professor Marduk wil het lichtgevende uradium lokaliseren, dat door zijn inmiddels overleden vriend Kellart Hollis ontdekt werd. Hierbij krijgt hij assistentie van Hollis' dochter Sylvia, majoor Walton, sergeant MacDuff, de ontdekkingsreiziger Lord Calder en diens dienaar Adji. De Austradische spion kapitein Dagon neemt de plaats in van de piloot van hun toestel en doet voorkomen of er een noodlanding gemaakt moet worden om vervolgens met het voertuig te vluchten, de professor en zijn helpers achterlatend. Vervolgens krijgen ze te maken met een reuzenslang, een tyrannosaurus en een reusachtige sabeltandtijger. Ze worden gevangengenomen door een stam aapkrijgers, maar weten te ontsnappen. Hierna komen ze terecht in het rijk van prins Nazca waar ze een brok uradium verkrijgen. Nazca maakt echter avances naar Sylvia en wil hen niet laten gaan. Ze slagen erin te vluchten en worden opgepikt door Norlandische vliegtuigen. In de daaropvolgende aanval van Austradische toestellen komt Dagon om.

## Achtergrond
Jacobs werkte sinds 1941 voor Bravo! Toen de Duitse bezettingsmacht de invoer van de Amerikaanse strip Flash Gordon verbood, werd Jacobs gevraagd het verhaal, dat halverwege was, af te maken. Toen ook dat initiatief door de nazi's werd stopgezet, vroeg Bravo! aan Jacobs om een eigen sciencefictionstrip te maken. Jacobs liet zich voor  De «U» straal beïnvloeden door onderwerpen uit de toekomst (uitvindingen, monsters en verre planeten) en elementen uit het verre verleden (dinosauriërs, Paaseiland-hoofden en Azteken). De vliegtuigen vertonen verwantschap met de Tweede Wereldoorlog. Voor de kleding haalde Jacobs inspiratie uit zijn vorige carrière als operazanger. De film King Kong (1933) lijkt ook van invloed te zijn: vechtende dinosauriërs, reuzenslangen en een aap die verliefd wordt op de vrouwelijke hoofdpersoon.
Na de publicatie van De U Straal verdween de strip in de vergetelheid. Pas toen E.P. Jacobs in 1974 een gemoderniseerde versie in het weekblad Kuifje publiceerde, kwam er opnieuw belangstelling voor de strip. In 1974 verscheen de strip in een definitieve boekvorm.   
De U straal Had invloed op de carrière van E. P. Jacobs: Hergé was een groot bewonderaar van de strip en vroeg daarom aan E.P Jacobs of hij hem wilde helpen met het tekenen van de achtergronden en inkleuren van de Kuifje-strips.

## Personages
- Het uiterlijk van Major Walton vertoont veel overeenkomsten met dat van Flash Gordon, terwijl Lord Calder een sterke gelijkenis met Prins Barin uit diezelfde strip. Het uiterlijk van Francis Blake, uit Blake en Mortimer, is een combinatie van Flash Gordon en Barin.
- Professor Marduk is gebaseerd op Dr. Hans Zarkoff, het uiterlijk professor Philip Mortimer is een combinatie van Marduk en sergeant MacDuff.
- Het uiterlijk van de boosaardige Dagon was gebaseerd op dat van E.P Jacobs zelf, het uiterlijk werd hergebruikt voor het personage Olrik in Blake en Mortimer.
- Sylvia vertoont gelijkenis met Dale Arden uit Flash Gordon.
- De kwade keizer Babylos is een kopie van Ming the Merciless uit Flash Gordon.

## Albumversie
- In eerste instantie werd het getekend met tekstblokjes onder tekstloze tekeningen. Pas dertig jaar later, werden er tekstballonnen gebruikt.
- Jacobs voegde voor de albumversie extra kleuren toe. Ook werden sommige tekeningen meer uitgetekend.